# Marlene Bergamo
Marlene Bergamo (São Paulo, 1965) est une photojournaliste et écrivaine brésilienne. Elle a initié sa carrière en 1990. Elle a travaillé au journal Notícias Populares ; en 1995, elle a commencé à travailler à Folha de S.Paulo, journal où elle travaille encore.
En plus du photojournalisme, qui lui a valu plusieurs prix, elle a travaillé dans la photographie pour des films, y compris Sábado, Boleiros, Bicho de Sete Cabeças et Carandiru. Elle a participé à plusieurs expositions photographiques, au Brésil et à l'étranger. Elle a participé aux publications Brasil Bom de Bola et Carandiru.
Elle est la sœur de la journaliste Mônica Bergamo.

## Style
Le style photographique de Bergamo se caractérise par mettre en évidence des figures centrales dans des environnements flous, en mettant l'accent sur l'éclairage naturel et la préservation des couleurs de l'image originale en post-production. Selon Patricia Gontijo Rodrigues et Marta Mencarini Guimarães :
« Ses œuvres sont d'importance historique et sont souvent utilisées comme référence. Elle a créé sa propre esthétique, capable de construire de très belles photos même quand elle se trouve dans un environnement extrêmement dérangeant et inquiétant. En utilisant des angles et des compositions différentes, en profitant de la lumière ambiante, elle crée une texture photographique avec des ombres, chargée d'émotion et d'alertes à la société de São Paulo, accentuant les dangers de la ville. »

## Publications
- Brasil Bom de Bola, 1998[5]
- Carandiru, de Mario Cesar Carvalho, 2003[6]

## Expositions

### Individuelle
- Maldita Sois Vós Entre as Mulheres, Museu da Imagem e do Som de São Paulo, 2001[7]

### Collective
- Sampa: fotografia de São Paulo, Museum Het Domein (Hollande), 1996[8]
- Sampa: fotografia de São Paulo, Kunstmuseum in der Alten Post (Allemagne), 1997[9]
- El Brasil de los Brasileros, Contra Luz Galeria (Chili), 1997-1998[10]
- Brasil em branco e preto: 50 fotografias da coleção do MAM, MAM, 2000[11]
- Bienal de Artes Visuais do Mercosul, musée d'Art Rio Grande do Sul Ado Malagoli, 2001[12]
- Fotografias no Acervo do Museu de Arte Moderna de São Paulo, MAM, 2002[13]
- Uma Centena de Olhares sobre a Cidade, Galeria Olido, 2004[14]
- Coleção Pirelli/MASP de Fotografia, MASP, 2010[15]

## Prix
- Prêmio Nacional de Fotografia, catégorie "Jovem fotógrafo", 1996[1]
- Grande Prêmio Folha de Reportagem, avec Laura Capriglione, pour "Caos penitenciário", 2006[16]
- Troféu Mulher Imprensa, catégorie "Repórter fotográfica", 2007 et 2013[17],[18]
- Prêmio Folha de Fotografia, pour "Julgamento do Mensalão", 2013[19]